# Okoninek
Okoninek (niem. Polnisch Okonin, 1905–1945 Okonin am Walde) – kolonia w Polsce położona w województwie kujawsko-pomorskim, w powiecie tucholskim, w gminie Cekcyn.
W latach 1975–1998 miejscowość należała administracyjnie do województwa bydgoskiego.